# Онжевиј
Онжевиј (фр. Angeville) насеље је и општина у јужној Француској у региону Миди Пирене, у департману Тарн и Гарона која припада префектури Кастелсаразен.
По подацима из 2011. године у општини је живело 221 становника, а густина насељености је износила 26,53 становника/km². Општина се простире на површини од 8,33 km². Налази се на средњој надморској висини од 142 метара (максималној 163 m, а минималној 87 m).

## Демографија
| 1962. | 1968. | 1975. | 1982. | 1990. | 1999. | 2011. |
| ----- | ----- | ----- | ----- | ----- | ----- | ----- |
| 148   | 157   | 133   | 138   | 165   | 169   | 221   |

График промене броја становника у току последњих година